# Saison 6 des Griffin
Chronologie
Saison 5 Saison 7
La sixième saison de la série d'animation Les Griffin (Family Guy), composée de douze épisodes, est initialement diffusée aux États-Unis du 23 septembre 2007 au 4 mai 2008 sur le réseau Fox et en simultané sur le réseau Global au Canada.
Elle est diffusée en France du 15 juillet au 5 août 2015 sur AB1 en clair. Canal+ ayant abandonné la diffusion des saisons inédites après la cinquième saison.
Les épisodes 2 à 8 de la sixième saison sont inclus dans le sixième volet du DVD de la série, commercialisé aux États-Unis le 21 octobre 2008, et les épisodes 9 à 12 sont inclus dans le septième volet du DVD, commercialisé le 16 juin 2009.

## Production
Lors de la grève de la Writers Guild of America de 2007, la production officielle est arrêtée en décembre 2007. Fox continue la production des épisodes sans accord définitif de MacFarlane, qu'il a d'ailleurs qualifié selon ses termes d'« immense coup de pute » dans une interview avec Variety. MacFarlane refusant de travailler sur la série, son contrat avec la Fox le contraint à s'investir sur chaque épisode produite par la chaîne.
La production reprend officiellement après la fin de la grève, accompagnée d'une nouvelle diffusion le 17 février 2008. Selon MacFarlane, en 2009, il faut 2 millions de dollars pour créer un épisode des Griffin.

## Invités spéciaux
- Roger de American Dad!
- Fred et Barney (Les Pierrafeu)
- Colin Farrell
- Lionel Richie (En album)
- Un autocollant en humain dessiné
- Stan d'American Dad!
- Kool-Aid Man
- Speedy Gonzales & Grosminet
- James Woods
- Barry Manilow
- La Panthère rose et sa femme

## Épisodes
| No. de série | No. dans la saison | Titre                                                               | Réalisation                | Scénario                                                 | Date de diffusion (FOX) | Date de diffusion (AB1) | Date de diffusion (Télétoon) | Code prod.    | Audience |
| --- | ------------------ | ------------------------------------------------------------------- | -------------------------- | -------------------------------------------------------- | ----------------------- | ----------------------- | ---------------------------- | ------------- | -------- |
| SP1 | 0                  | Cent pair et passe The Family Guy 100th Episode Celebration         | James Purdum et Peter Shin | Tom Devanney, Alec Sulkin, John Viener et Wellesley Wild | 4 novembre 2007         | 22 juillet 2015         | Inconnue                     | 6ACX45        | 10.50    |
| Dans cet hommage particulier rendu aux Griffin pour le 100e épisode, quelques-uns des meilleurs moments du passé sont revisités, incluant des parodies satiriques, des blagues et des numéros musicaux... |                    |                                                                     |                            |                                                          |                         |                         |                              |               |          |
| 99 | 1                  | L'équerre des étoiles Blue Harvest                                  | Dominic Polcino            | Alec Sulkin                                              | 23 septembre 2007       | 15 juillet 2015         | Inconnue                     | 5ACX16/5ACX22 | 10,86    |
| Une panne de courant prive la famille de télé. Pour passer le temps, Peter raconte l'épisode IV de la saga Star Wars, à la sauce Family Guy |                    |                                                                     |                            |                                                          |                         |                         |                              |               |          |
| 100 | 2                  | Ma coloc et moi et moi Movin' Out (Brian's Song)                    | Cyndi Tang                 | John Viener                                              | 30 septembre 2007       | 22 juillet 2015         | Inconnue                     | 5ACX14        | 7,95     |
| Brian a toujours autant de mal avec Jillian et refile son billet pour aller voir Disney on Ice à Peter pour s'épargner une nouvelle soirée en sa compagnie. Meg obtient un travail à temps partiel dans un mini-marché et pousse Chris à faire de même. Brian lui découvre que le roman qu'il écrit a un sujet déjà porté à l'écran, ce qui le vexe énormément. Peter lui ne comprend pas pourquoi Brian néglige Jillian et pousse la fille à lui demander de vivre avec lui, ce qui rend Brian encore plus furieux. Brian relève finalement le défi d'accepter une vie commune. Brian accepte de prendre un appartement avec Jillian mais il n'a pas de quoi payer le loyer et Stewie s'incruste en réglant la part de Brian. Chris et le gérant du mini-marché sympathisent vite sur le dos de Meg qui se voit griller la priorité pour une promotion avant de se faire virer. Jillian découvre cependant que Stewie paye le loyer et Brian finit par avouer à Jillian qu'au fond il ne voulait pas vivre avec elle. Cette dernière décide de rompre immédiatement. Brian déprime un moment puis décide de se remettre dans le bain. Stewie lui se charge d'organiser une soirée pour Brian. Mais il fait chou-blanc et replonge dans la déprime. Stewie lui fait remarquer que s'il déprime, c'est parce qu'il laisse les autres prendre des décisions à sa place trop souvent. Brian décide de retenter sa chance avec Jillian mais cette dernière a déjà trouvé quelqu'un d'autre. Lois pousse son frère à user de son influence pour que Meg récupère son emploi. La voyant si malheureuse, Chris accepte de l'aider et use de chantage pour faire réengager Meg. |                    |                                                                     |                            |                                                          |                         |                         |                              |               |          |
| 101 | 3                  | Bon pied, bon deuil Believe It or Not, Joe's Walking on Air         | Julius Wu                  | Andrew Goldberg                                          | 7 octobre 2007          | 22 juillet 2015         | Inconnue                     | 5ACX15        | 8,39     |
| Peter et sa bande sont énervés de voir leurs femmes envahir leur bar pendant qu'ils y sont. Peter décide de bâtir son propre club pour rester entre mecs mais après un moment leurs épouses finissent par s'y incruster à nouveau. Joe lui découvre que sa femme commence à ne plus supporter le fait de ne pouvoir se divertir comme les autres pour rester à s'occuper de lui. Joe tente l'opération de la dernière chance pour remarcher et il se fait greffer une nouvelle paire de jambes. Contre toute attente, l'opération réussit et Joe remarche sans aucun problème. Sa vie sexuelle redémarre également et Joe en profite un max mais ses amis ont du mal à suivre le rythme sportivement effréné qu'il prend. Joe se fait alors de nouveaux amis qui peuvent suivre le rythme de sa vie et décide de rompre avec ses anciens potes. Lois conseille à Peter d'oublier Joe et de le laisser vivre pleinement sa nouvelle existence. Peter découvre que Joe a l'intention de quitter aussi sa femme et il décide de lui faire reperdre l'usage de ses jambes pour rendre son caractère affable à son ami. La bande tente de tabasser Joe chez lui mais c'est ce dernier qui les envoie à l’hôpital. Bonnie, sa femme, décide de les aider et elle tire au pistolet sur son mari dans l'espoir de toucher la colonne vertébrale. Mais elle rate tous ses tirs et Joe, excédé, finit par lui reprendre l'arme des mains pour se mettre correctement une balle qui le renvoie sur un fauteuil roulant afin d'abréger ses souffrances. Redevenu normal, Joe présente ses excuses pour son comportement. |                    |                                                                     |                            |                                                          |                         |                         |                              |               |          |
| 102 | 4                  | La croisière ne s'amuse plus (partie 1) Stewie Kills Lois (part. 1) | David A. Goodman           | John Holmquist                                           | 4 novembre 2007         | 22 juillet 2015         | Inconnue                     | 5ACX17        | 10,50    |
| Lois reçoit des cadeaux assez nuls pour son anniversaire mais Brian lui offre une croisière. Ce dernier est cependant vexé que Lois parte avec Peter et non avec lui. Stewie lui est ulcéré de voir sa mère partir sans lui, et il décide une bonne fois pour toutes de tuer sa mère. Lois a du mal à gérer Peter sur un bateau et elle passe de longs moments seule sur le pont arrière ou Stewie la retrouve et lui tire dessus à la mitrailleuse. Lois tombe dans l'océan et disparaît. Revenu à la maison, Stewie fait comme si de rien n'était le temps des recherches et Lois est déclarée morte au bout d'une semaine. Un an passe. Peter commence à ressortir avec des filles. Brian comprend enfin que Stewie a tué sa mère et menace de le dénoncer. Il cherche des preuves mais Joe commence à suspecter Peter quand il apprend qu'il a pris une assurance vie à son encontre pendant la croisière. Stewie fait disparaître ses dessins et les preuves pour contrer Brian en les jetant à la poubelle mais Joe s'en empare et fait poursuivre Peter pour meurtre. Peter nie les accusations, cependant le procès ne tourne pas en sa faveur. Le juge s'apprête à prononcer une peine de prison à vie quand les portes s'ouvrent, laissant entrer Lois bien vivante, qui accuse Stewie de tentative de meurtre. |                    |                                                                     |                            |                                                          |                         |                         |                              |               |          |
| 103 | 5                  | La croisière ne s'amuse plus (partie 2) Lois Kills Stewie (part. 2) | John Holmquist             | David A. Goodman                                         | 4 novembre 2007         | 22 juillet 2015         | Inconnue                     | 5ACX17        | 10,50    |
| Lois raconte comment Stewie lui a tiré dessus à la mitrailleuse et comment elle a survécu, sauvée par une sirène mâle qui a voulu se la faire. Après l'avoir rejeté, Lois est partie mais amnésique, elle a passé près d'un an à vivre dans un camp de vacances avant de retrouver la mémoire. Stewie lui s'enfuit pendant l'évocation des souvenirs de Lois. Il se réfugie à la maison ou il prend sa famille en otage. Stewie tue Cleveland quand ce dernier entre sans faire attention. Stewie part en kidnappant Brian. Lois découvre alors le hangar secret de Stewie ou ce dernier stockait toutes ses armes. Stewie se rend dans l'immeuble de la CIA ou en piratant l'ordinateur central il prend le contrôle total de l'électricité de la planète, ce qui fait de lui le chef du monde. A la Maison Blanche, Stewie édicte les lois qui régissent désormais le monde mais Lois décide de ne pas le laisser faire et s'aidant de l'arsenal découvert, elle investit la Maison Blanche pour tuer son fils. Au bout d'un long gunfight, Lois n'arrive pas à donner le coup de grâce. Stewie essaye de reprendre l'avantage mais Peter a moins de scrupules et tue Stewie d'une balle en pleine tête. Stewie coupe alors la machine à réalité virtuelle et annonce à Brian qui a décidé de renoncer à tuer sa mère. Brian clôt l'épisode en pensant que la diffusion (et la fin) de cet épisode va mécontenter pas mal de spectateurs. |                    |                                                                     |                            |                                                          |                         |                         |                              |               |          |
| 104 | 6                  | L'émigré ou de force Padre De Familia                               | Pete Michels               | Kirker Butler                                            | 18 novembre 2007        | 29 juillet 2015         | Inconnue                     | 5ACX20        | 10,53    |
| Assistant à la journée donnée en faveur des vétérans, Peter se laisse gagner par une fièvre patriotique intense et il finit par commencer à militer en faveur de la dénonciation et l'expulsion des immigrés en situation irrégulière. Peter va jusqu'à jeter la cassette de Speedy Gonzales de Stewie. Mais son zèle se retourne contre lui quand il pousse la brasserie à exiger un certificat de naissance de tous les employés. Peter s'aperçoit qu'il n'a pas un tel document et le demandant à sa mère, il découvre qu'en réalité cette dernière a accouché au Mexique et qu'elle n'a jamais fait de régularisation après son retour au pays. Considéré comme citoyen mexicain en situation irrégulière, Peter est renvoyé. Sa tentative de naturalisation échoue à cause de son incapacité à répondre aux questions les plus simples. Peter doit se contenter des emplois réservés aux immigrants. Lois veut aider son mari en demandant un emploi à son propre père pour Peter, qui se retrouve logé avec les employés hispaniques. Peter se fait des amis et décide de résister aux ordres de son beau-père quand ce dernier veut faire travailler tout le monde un jour de fête mexicaine. Carter contre le mouvement en offrant d'user de son influence pour faire de Peter un citoyen américain. Les nouveaux amis de Peter le poussent à accepter. |                    |                                                                     |                            |                                                          |                         |                         |                              |               |          |
| 105 | 7                  | La corneille de la mariée Peter's Daughter                          | Zac Moncrief               | Chris Sheridan                                           | 25 novembre 2007        | 29 juillet 2015         | Inconnue                     | 5ACX21        | 9,60     |
| Une violente inondation ravage le quartier. Avant de se réfugier à l'étage, Peter envoie Meg sauver la bière du frigo mais Meg se fait piéger par son t-shirt et elle manque de se noyer. Meg se retrouve dans le coma, ce qui bouleverse Peter. Ce dernier décide de mieux traiter sa fille à l'avenir. Meg finit par se réveiller et elle tombe amoureuse du jeune médecin qui s'occupait d'elle. Stewie décide de profiter de la décrue pour acheter une maison du quartier en ruine, la retaper et la revendre une fortune. Peter traite Meg comme une princesse mais cette dernière l'ignore quelque peu car elle a invité le médecin, ce qui irrite Peter. Lois pousse Peter à sympathiser avec le petit ami, ce qu'il finit par faire. Au bout de trois semaines, le médecin s'aperçoit que Peter espionne sa fille lors de ses rendez-vous. Meg perd son petit ami, ce qui la met en colère contre Peter. Deux semaines après, Meg annonce éplorée qu'elle est enceinte. Peter décide d'emmener Meg chez son ex pour obliger ce dernier à l'épouser sous la menace d'un fusil. Mais le médecin demande Meg en mariage et elle accepte, ravie. Stewie lui, voyant qu'il a vu trop grand pour les travaux, décide de faire simple et de faire sauter ce qui reste de la maison pour toucher l'assurance, oubliant au passage la présence de l'électricien au moment de tout faire exploser. Lois est dubitative quant au mariage de Meg, craignant que cette dernière ne fasse une erreur. Le jour de la cérémonie, Meg avoue à sa mère qu'elle a eu ses règles et que le test devait être un faux positif. Lois la pousse à être honnête avec son fiancé, lui disant que s'il l'aime vraiment il l'épousera tout de même. Meg lui dit alors la vérité et le fiancé se sauve en quatrième vitesse, plantant Meg à l'autel. |                    |                                                                     |                            |                                                          |                         |                         |                              |               |          |
| 106 | 8                  | Par thon et par veau McStroke                                       | Brian Iles                 | Wellesley Wild                                           | 13 janvier 2008         | 29 juillet 2015         | Inconnue                     | 5ACX19        | 11,50    |
| En vrai goujat, Peter profite de l'absence de Cleveland pour lire le courrier qu'il relève pour lui. Il découvre une revue sur les moustachus, ce qui lui donne envie de porter une moustache à son tour. Lois trouve cet ajout excitant et Peter se fait de nouveaux amis. Stewie lui est sidéré de voir que les lycéens sont très facilement manipulables. Brian pense que ce n'est pas le cas et Stewie tient le pari du contraire et se retrouve inscrit au lycée pour devenir l'élève le plus populaire. Peter porte secours à un inconnu victime d'un incendie qu'il sauve d'une mort certaine, mais il y perd sa moustache, brulée. Pour le récompenser, le propriétaire du restaurant rapide détruit offre à Peter des hamburgers gratuits à vie. Mais Peter dépasse les limites de l'indigestion et il fait un AVC qui le laisse hémiplégique. Stewie lui est en passe de réussir son pari mais une des filles découvre qu'il a un pénis de bébé, ce qui est normal, mais il est humilié publiquement et il perd tout son crédit. Peter a du mal à s'habituer à son handicap, mais une greffe de tissus d'embryons avortés lui permet de redevenir normal. Peter décide de porter plainte contre le restaurant rapide pour le préjudice subi. La plainte est rejetée mais Peter s'obstine et veut prouver au monde la nuisance des restaurants rapides. Il s'introduit au sein du siège social ou il découvre les abattoirs de la compagnie. Brian libère les bovins promis à la mort. Stewie se venge de la fille qui lui a cassé sa popularité en la faisant passer pour une pédophile. La campagne de dénigrement de la chaîne de restauration rapide suis son cours mais Peter doit expulser une vache qui commençait à taper l'incruste.                                                                           |                    |                                                                     |                            |                                                          |                         |                         |                              |               |          |
| 107 | 9                  | Perdu de rue Back to the Woods                                      | Brian Iles                 | Tom Devanney                                             | 17 février 2008         | 29 juillet 2015         | Inconnue                     | 6ACX02        | 7,23     |
| La bande à Peter se moque de Barry Manilow qui donne un concert en ville. Ils débinent le chanteur avant d'admettre qu'ils en sont tous fans et d'aller au spectacle. Quagmire a même l'honneur de monter un court moment sur scène. Peter découvre par la suite qu'il a perdu son portefeuille au concert. Le relevé du courrier montre que quelqu'un a usé des cartes de Peter pour acheter des meubles couteux. Peter se rend au restaurant ou la carte est régulièrement utilisée et il y découvre que James Woods s'est emparé des papiers de Peter. De retour à la maison, Peter découvre que Woods a pris sa place. Ayant appelé la police, Peter ne peut prouver qu'il est bien lui car Woods prétend être Peter, ayant tous ses papiers. Peter est expulsé de chez lui. Lois ne se fait pas à la situation et Brian finit relégué dans le jardin. Brian se rend compte que si Woods a pris l'identité légale de Peter, ce dernier peut faire de même et en profiter pour ruiner sa vie et sa carrière. Brian fait faire de faux papiers par Stewie et Peter commence à agir de façon à démolir la réputation de Woods en direct à la télé. Le vrai Woods est ulcéré et part châtier Peter, mais ce dernier le fait tomber dans le même piège que la première fois et Woods repart enfermé dans une caisse en bois dans le hangar des Aventuriers de l'Arche perdue. |                    |                                                                     |                            |                                                          |                         |                         |                              |               |          |
| 108 | 10                 | Sornette au clair de lune Play It Again, Brian                      | John Holmquist             | Danny Smith                                              | 2 mars 2008             | 29 juillet 2015         | Inconnue                     | 6ACX01        | 7,80     |
| Brian est heureux de recevoir un prix pour sa nouvelle. Lois se prépare à un repas chez ses parents mais Peter a oublié la date et préfère s'enfuir pêcher en compagnie de sa bande. Le lendemain, Peter a encore oublié un engagement prévu de longue date, ce qui met Lois en colère. Brian suggère au couple de l'accompagner à sa remise de prix pour passer du temps ensemble. Mais à court de baby-sitters, Peter et Lois doivent confier les enfants à Herbert, ce qui ne ravit pas ces derniers, au contraire du vieux pervers. Lois profite du séjour malgré les sales blagues de Peter. Brian connaît son moment de gloire en lisant en public un passage de sa nouvelle, la dédicaçant à Lois qui a inspiré son personnage principal. Peter arrive en retard et bourré, ce qui déçoit fortement Lois. Brian passe du temps à la plage avec Lois pendant que Peter cuve devant la télé. Brian ne peut bientôt plus cacher ses pulsions et il tente d'embrasser Lois, qui le repousse. Brian insiste et Lois doit le frapper pour le remettre à sa place. Lois se doit de prévenir Peter de ce que Brian a fait le lendemain, et Peter part engueuler son ami. Brian se défend en soulignant que Peter néglige totalement Lois et Peter réplique qu'il ne peut avoir que des idiotes comme Jillian dans son lit. Les deux finissent par se battre violemment avant de se réconcilier. Brian promet à Peter de ne plus jamais essayer de draguer Lois et il va présenter ses excuses à cette dernière. |                    |                                                                     |                            |                                                          |                         |                         |                              |               |          |
| 109 | 11                 | Tu seras un chien, mon fils The Former Life of Brian                | Pete Michels               | Steve Callaghan                                          | 27 avril 2008           | 5 août 2015             | Inconnue                     | 6ACX04        | 8,49     |
| À une fête d'anniversaire, Brian tombe amoureux d'une veuve de soldat. Brian la drague avec succès en assurant le spectacle de magie à l'anniversaire de son fils. Stewie pense que le spectacle de Brian n'est pas assez attrayant et il insiste pour être son assistant. A la fête, Brian découvre que sa proie s'est déjà trouvée un petit ami et il part, déçu. Brian, déprimé, se souvient de la seule femme qui ait compté pour lui, et il part la retrouver. L'ayant localisée, il retrouve un laideron obèse en lieu et place de la fraîche jeune fille qu'il a laissé. Cette dernière en profite pour lui présenter le fils dont Brian ignorait l'existence. L'état de santé de Tracy lui impose de laisser Dylan à sa garde un moment. Brian tente de faire face à son rôle de père mais le garçon est une graine de voyou avec lequel il a du mal à s'entendre. Lois pousse Brian à faire preuve d'autorité pour encadrer Dylan qui en a bien besoin. Sur le point d'abandonner, Brian découvre que Dylan est fana de shit, ce qui réconcilie les deux. Dylan est heureux de se trouver un point commun avec son père et le cannabis aide à la compréhension mutuelle. Le jeune rebelle arbore vite une meilleure allure et une meilleure mentalité. Brian se fait à son rôle et commence même à faire preuve de surprotection, ce qui agace son entourage. Peter finit par partir convaincre la mère de Dylan de le reprendre. Brian refuse dans un premier temps mais Dylan estime que sa mère à plus besoin de lui que Brian, et il accepte de repartir avec elle. Brian est triste mais il se résigne et se montre fier du choix de son fils. |                    |                                                                     |                            |                                                          |                         |                         |                              |               |          |
| 110 | 12                 | Le malin d'eau douce Long John Peter                                | Dominic Polcino            | Wellesley Wild                                           | 4 mai 2008              | 5 août 2015             | Inconnue                     | 6ACX06        | 7,68     |
| La famille emmène Brian chez le vétérinaire en raison de troubles à l'estomac pour ce dernier. Peter tombe sous le charme d'un perroquet qu'il pique dans la salle d'attente. Chris lui tombe amoureux de l'assistante du vétérinaire et cherche le moindre bobo à Brian pour avoir une excuse pour la revoir. Peter lui se prend pour un pirate à cause du perroquet sur son épaule, et il fait une course-poursuite avec sa bande de corsaires, dans une Ford LTD Wagon pillant une Mini verte. Mais le perroquet prend une balle perdue et il succombe à ses blessures. Chris lui drague l'assistante et a vite un ticket avec elle. Malgré ses craintes, Chris plait à la jeune fille. Mais il demande des conseils à la bande à Peter, ce qui ruine ses chances car il se comporte dès lors en sale petit macho : la rupture est vite consommée. Lois comprend vite l'origine du problème et pousse Peter à réparer les dégâts. Chris est conscient des efforts de son père mais il ne peut oublier sa copine. Chris finit par tabasser Brian pour pouvoir l'emmener chez le vétérinaire. Il présente ses excuses pour son comportement et il finit par obtenir une nouvelle chance pendant que Brian agonise. |                    |                                                                     |                            |                                                          |                         |                         |                              |               |          |